# PLAYZONE'94 MOON
『PLAYZONE'94 MOON』（プレゾン’94ムーン）は、少年隊の6枚目のサウンドトラック。1994年6月17日発売。発売元はポニーキャニオン 。

## 概要
前作『PLAYZONE'90 MASK』から4年振りのサウンドトラック。森山良子・大村真有美も参加している。当「PLAYZONE'94」に使用した「We'll Be Together」は「少年隊 35th Anniversary BEST」完全受注生産限定盤に収録。「SO MANY MOON」「ある少女の終曲」「二番街の仲間」「夜の虹-MOONBOW-」「僕のMoon Child」等は未収録。

## 収録曲
全作詞：井沢満　全作曲：清岡千穂（特記以外）・浅田直（5）
1. MOON -MAIN THEME-
編曲：若草恵
2. Zig-Zag
編曲：松井寛
錦織一清 ソロ曲
3. 星が運んだ物語
編曲：若草恵
東山紀之と森山良子のデュエット曲
4. CRESCENT -三日月-
編曲：久米大作
東山紀之 ソロ曲
5. X1 バツイチ
編曲：藤原いくろう
植草克秀 ソロ曲
6. Lunatic -恋-
編曲：倉田信雄
森山良子 ソロ曲
7. 透きとおる
編曲：久米大作
大村真有美 ソロ曲
8. Kirara キララ
編曲：藤原いくろう